# CD47
Le CD47 est une protéine de type cluster de différenciation. Son gène, CD47 est situé sur le chromosome 3 humain.

## Rôle
Il interagit avec le SIRPα situé sur la membrane des macrophages et inhibe la phagocytose.

## En médecine
Il est exprimé sur certaines cellules des leucémies myéloïdes ainsi que sur celles des lymphomes non hodgkiniens. Cette expression est corrélée avec un plus mauvais pronostic, ce qui en constitue une cible thérapeutique.
Un anticorps monoclonal dirigé contre le CD47 a été utilisé en combinaison avec le rituximab dans certaines lymphomes résistants, donnant des résultats prometteurs quant au taux de réponse.